# Richard Jaeckel
Richard Hanley Jaeckel (født 10. oktober 1926, død 14. juni 1997) var en amerikansk film- og tv-skuespiller. Jaeckel blev en velkendt karakterskuespiller i sin karriere, der spandt over seks årtier. Han modtog en nominering for en Oscar for bedste mandlige birolle for sin præstation i filmatiseringen af Ken Keseyss Hårdt mod hårdt i 1971.